# Nailsea
Nailsea è una cittadina di circa 18 000 abitanti del Somerset, in Inghilterra.